# Щаницына, Екатерина Фёдоровна
Екатерина Фёдоровна Щаницына (род. 1947) — советская и российская художница в области декоративно-прикладного искусства, специалист по палехской миниатюре. Член Союза художников СССР (1975). Член-корреспондент РАХ (2007). Заслуженный художник Российской Федерации (2000). 

## Биография
Родился 14 августа 1947 года в городе Котлас, Архангельской области.
С 1965 по 1970 год обучалась в Палехском художественном училище. Работала художником и ведущим художником Палехских художественно-производственных мастерских Художественного фонда СССР. В дальнейшем являлась заместителем председателя государственной аттестационной комиссии по защите дипломов в Санкт-Петербургской Высшей школе народных искусств.
Наиболее известные художественные произведения Е. Ф. Щаницыной в области декоративно-прикладного искусства по  палехской миниатюре: «Матушка, что во поле пыльно?!», «Кому колечко вынется…», «Венчание», «Свадьба», «Соль на Вычегде», «Летят утки…», «Ярмарка в Палехе», «Семиг», «Крестный ход», «Пойдемте, девоньки веночки завивать». С 1972 года была участницей всероссийских и зарубежных персональных выставок в том числе в таких странах как Германия, Испания, Франция, США, Болгария и Голландия. Художественные произведения Е. Ф. Щаницыной представлены в различных музеях и галереях в том числе в Государственном Русском музее, Всероссийском музее декоративно-прикладного и народного искусства, Плесском государственном историко-архитектурным музее-заповеднике, Сергиево-Посадском государственном историко-художественном музее-заповеднике, Государственном музее палехского искусства, Ивановском областном художественном музее, в зарубежных  Страсбургском музее изобразительных искусств и Лионском музее изобразительных искусств, её произведения хранятся в частных собраниях США, Германии и Голландии.
С 1975 года Е. Ф. Щаницына член Союза художников СССР. В 2007 году избрана член-корреспондентом Российской академии художеств по отделению декоративных искусств.
5 июня 2000 года указом Президента России «За заслуги в области искусства» Е. Ф. Щаницыной было присвоено почётное звание Заслуженный художник Российской Федерации.

## Награды
- Заслуженный художник Российской Федерации (2000)[4]
- Серебряная медаль РАХ (1998)[1]